# موسى لقبال
موسى لقبال من أشهر المؤرخين بالجزائر من مواليد مدينة بريكة ولاية باتنة عام 1934، ترعرع في أسرة فقيرة، دخل الكُتّاب وأكمل فيه حفظ القرآن الكريم بقرية مشونش، و لما أكمل تعليمه الابتدائي توجه إلى زاوية سيدي علي بن عمر الرحمانية بطولقة لدراسة العلوم الشرعية، ثم إلى زاوية بلحملاوي بالتلاغمة، بعد ذلك مارس تعليم القرآن في عين عبيد، ثم في تاملوكة، وفي سنة 1951 انتقل إلى نفطة بالجريد التونسي ونزل بزاوية سيدي مصطفى بن عزوز البرجي الجزائري، وتابع دراسته على مجموعة من المشايخ الأجلاء.

## تعليمه
دخل إلى الفرع الزيتوني بتوزر، ونال منه الشهادة الأهلية سنة 53- 54 بامتياز، وفي تونس العاصمة وبعد ثلاث سنوات أحرز على شهادة التحصيل وذلك سنة 1957 بامتياز، وبجائزة الرئيس بورقيبة آنذاك.
سافر إلى القاهرة لمواصلة دراساته العليا، فنال شهادة الليسانس في التاريخ سنة 1961، وشهادة الماجستير في التاريخ الإسلامي في سنة 1968، ودكتوراه دولة في التاريخ الإسلامي من جامعة عين شمس في عام 1972.
بعد الاستقلال انخرط في العمل التربوي أستاذا للتاريخ في المدرسة الفرنسية الإسلامية ابن عكنون (عمارة رشيد) من 1962 إلى 1966، بعدها عُيِّن في كلية الآداب بقسنطينة، وعندما أسس قسم التاريخ بالعربية 1967 أُرجع إلى الجزائر أستاذا مساعدا إلى يوم وفاته.

## آثاره الفكرية
• المغرب الإسلامي.
• التسيير في أحكام التسعير.
• الحسبة المذهبية في بلاد المغرب العربي.
• دور كتامة في تاريخ الخلافة الفاطمية.
• عقبة بن نافع أساس نظام الفهريين.
• الجزائر في التاريخ الإسلامي.
• ملحمة ابن عبد الله الإيكجاني.
• ملحمة أبي الفضل جعفر بن فلاح.
• الحياة اليومية لمجتمع المدينة الإسلامية.
* الجزائر في التاريخ الإسلامي - عمل مشترك -وغيرها...

## وفاته
توفي الدكتور موسى يوم 20 جانفي 2009 عن عمر ناهز 75 سنة، ودقن بمسقط رأسه بمدينة بريكة